# 公司廊码头

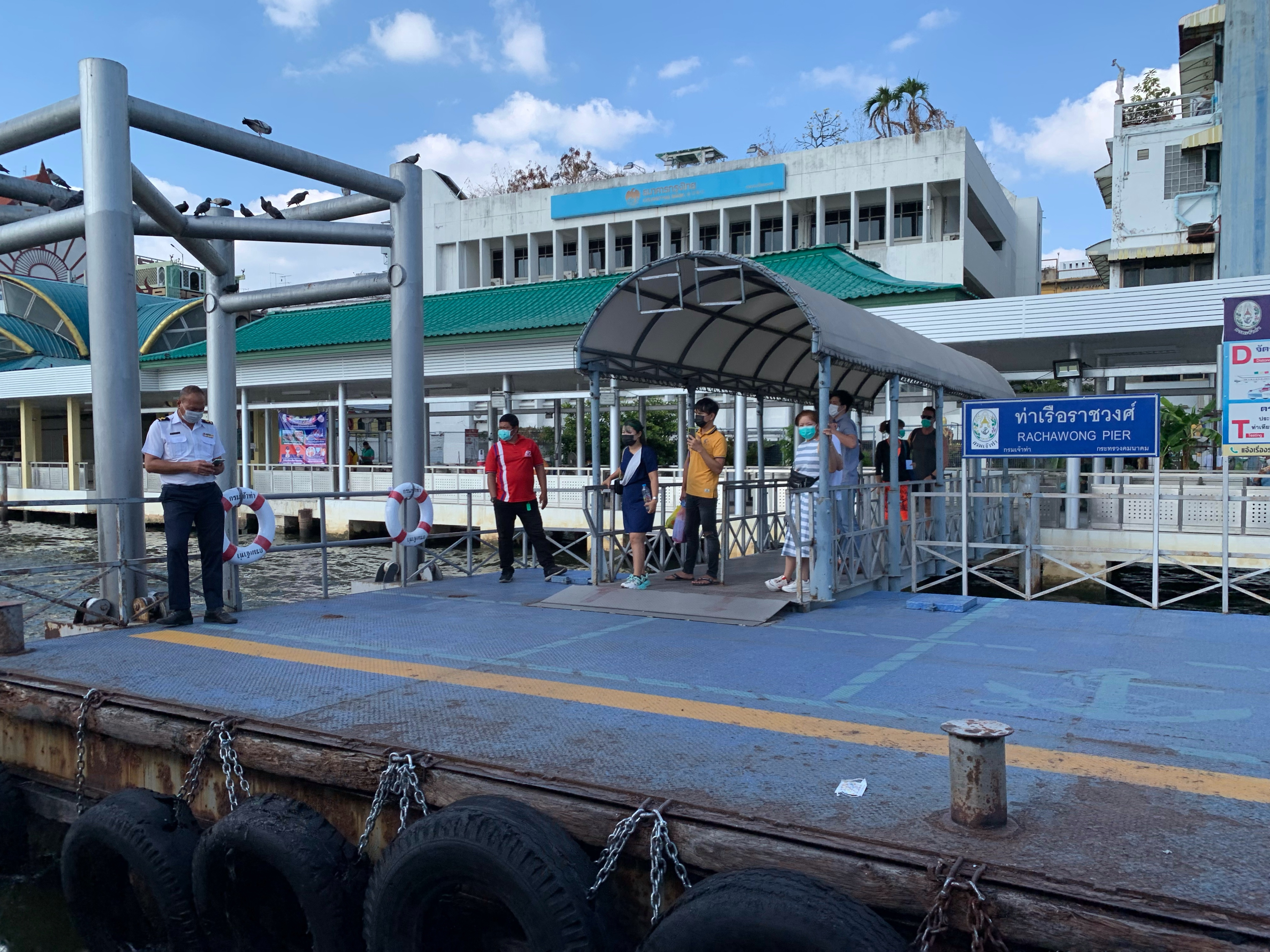
公司廊码头（N5），摄于2022年

公司廊码头，又译拉差翁码头，代号N5，是泰国曼谷三攀他旺县的河运码头。

## 历史
公司廊码头位于公司廊路的尽头，是曼谷唐人街的主要河运码头，邻近中国城的三聘街和嵩越路的商业区域。这里曾经承载华人街的货运贸易，在极盛时期曾有电车在此设站，中国新年期间，许多华人到此乘船去吞武里的三宝公寺朝拜。如今，公司廊码头是从三攀他旺前往他丁登（曼谷的另一个华人聚居地）的主要码头。2002年，公司廊码头日均服务25,000名乘客搭船。
二战战后，公司廊码头周边一度是年轻人青睐的娱乐地方，类似于今日的暹罗广场区域，这里周围曾聚集多家著名餐厅。

## 运输
- 昭拍耶快船：所有路线
- 曼谷巴士: 1, 4, 7, 21, 25, 40, 53, 73, 73ก, 204（总站）, 508[5] [6]
- ICONSIAM：直达客船